# ぐるなび
株式会社ぐるなび（英: GURUNAVI, INC.）は、飲食店の情報を集めたウェブサイト「ぐるなび」（楽天ぐるなび）を運営する日本の企業。

## 概要
食に関する情報のポータルサイトを運営している。“日本発、世界へ”を基本方針に、日本の食文化を発信することを理念としている。交通広告を扱うエヌケービー (NKB) の一部門として発足した企業であり、創業者の滝久雄（NKB創業者滝冨士太郎の子）が個人として大株主となっているほか、NKBの顧客である小田急電鉄や東京地下鉄が大口株主として名を連ねている。
利用者からの情報を主軸においたCGM（消費者生成メディア）であるほかのグルメサイト（食べログなど）と異なり、「飲食店の販売促進支援」を事業の柱として明確に位置づけており、収益の9割が有料加盟店からの広告料・手数料収入となっている。総掲載店舗数約50万店のうち、有料の加盟店舗数は56,967店（平成28年3月期末現在）。
2018年に楽天が創業者の滝から株式の一部を取得し、資本業務提携を行っている。2019年に楽天の役員であった杉原章郎が社長に就任している。
年末には、傘下のぐるなび総研を通じてその年に話題となった新しい食べ物やメニューを「今年の一皿」として選定し、発表している。

## 沿革
- 1989年10月 - 交通広告代理店エヌケービーが、交通広告代理店の子会社「株式会社交通アド」として設立。
- 1996年6月 - エヌケービーの一事業として、インターネットサイト「ぐるなび」を開設（「ぐるなび」事業の創業）。
- 2000年3月 - エヌケービー「ぐるなび」事業を株式会社インターネットなび東京（1999年12月に「株式会社交通アド」から商号変更）に譲渡し、同社が「株式会社ぐるなび」に社名変更。
- 2004年8月 - 出前・宅配の総合サイト「ぐるなびデリバリー」サービス開始。
- 2005年4月25日 - 大阪証券取引所ヘラクレス（スタンダード）に上場。
- 2005年10月 - ジョイジョイ株式会社を子会社化し、ウエディング情報事業に参画。
- 2006年3月 - 「ぐるなびウエディング」サービス開始。
- 2006年3月 - 「ぐるなび印」オリジナル商品を開発・販売開始。
- 2006年11月 - 「ぐるなびオリジナルBtoB」サービス開始。
- 2006年12月 - 飲食店情報50万件。会員数482万人。web of the year2006 店舗検索部門1位。
- 2008年12月12日 - 東京証券取引所1部上場。
- 2009年2月14日 -  大阪証券取引所ヘラクレス上場廃止。
- 2012年4月2日 - BS-TBSのミニ番組『ハイボール万歳!』との連動で特設ページを開設。
- 2013年4月 - 「ぐるなびPRO認証システム3.0」提供開始。飲食店情報ラウンジ「ぐるなび」旬の食材ラウンジ「SHUN*SHOKU LOUNGE」グランフロント大阪施設内に開設。
- 2013年9月 - 株式会社ぐるなびサポートアソシエが平成25年度障害者雇用職場改善好事例で優秀賞を受賞。
- 2015年4月 - ミシュランガイド公式検索サイト「Club MICHELIN」開始。
- 2016年4月 - 訪日外国人向けワンストップガイドサービス「LIVE JAPAN PERFECT GUIDE TOKYO」開始。
- 2017年6月 - マルチ決済サービス「ぐるなびPay」開始。
- 2017年11月 - MS&Consultingと業務提携個別契約を締結[4]。
- 2018年4月12日 - アニメ事業に参入し、『異世界居酒屋「のぶ」』との連動でグッズ化や特設ページを開設。
- 2018年7月12日 - 新千歳空港ターミナルビルディング・全日本空輸・日本航空・北海道銀行と共同で、訪日外国人向け北海道観光情報サービス「LIVE JAPAN PERFECT GUIDE HOKKAIDO」を開始。
- 2018年7月30日 - 楽天との資本・業務提携を発表[3]。楽天が創業者の滝久雄から株式の一部（4,677,600株＝発行済み株式の9.6%・議決権割合9.99%）を取得し第2位の株主となる。
- 2019年4月26日 - 「レッツエンジョイ東京」事業を会社分割により分離（新設会社の株式90%をエヌケービーに譲渡）することを決定。
- 2019年5月22日 - 楽天が創業者の滝から株式を買い増し、議決権割合で15.0%の株式を所有する筆頭株主となる。
- 2019年6月19日 - 楽天常務執行役員の杉原章郎が社長に就任。
- 2019年10月30日 - フードデリバリー事業をスターフェスティバルの子会社・OMOTENASHI株式会社に事業譲渡。
- 2019年11月27日 - 「2019年度（第37回）IT賞」において「IT優秀賞（社会課題解決領域）」を受賞。
- 2023年10月2日 - インターネットサイト「ぐるなび」のサイト名称を「楽天ぐるなび」に変更[5][注 1]。

## 主なサービス
- ぐるなび
- ぐるなびPRO for 飲食店
- ぐるなびPRO for メンバー
- こちら秘書室
- ぐるなび食市場
- ぐるなびデリバリー
- ぐるなびWEDDING
- 旅ぐるたび（2023年8月9日にサービス終了）
- SURF＆SNOW（2020年にSGグループに譲渡[6]）
- えきから時刻表(2019年3月29日にサービス終了)
- ippin
- LIVE JAPAN PERFECT GUIDE
- クラブミシュラン（2022年9月30日にサービス終了[7]）
- みんなのごはん

## 他社との連携サービス
- ミシュランガイド・デジタル - 日本ミシュランタイヤ株式会社が発行する「ミシュランガイド」を、インターネット上で閲覧・検索するサービス「ミシュランガイド・デジタル」の運営
- レッツエンジョイ東京 - 東京地下鉄との提携サービス（2019年にエヌケービーに譲渡[8]）
- LIVE JAPAN PERFECT GUIDE TOKYO - 45社局が参画する、訪日外国人向け観光情報サービス
- トリップアドバイザーとの英語版・日本語版サイトでの相互連携
- ダイニング・トレンド - アメリカン・エキスプレスとの提携サービス

## テレビ番組
- 日経スペシャル カンブリア宮殿 食の情報問屋を目指せ（2009年11月30日、テレビ東京）[9]

## 書籍

### 関連書籍
- 『ぐるなび「No.1サイト」への道』（著者:滝久雄）（2006年4月20日、日本経済新聞社）ISBN 9784532312749
- 『やらなければならないことは、やりたいことにしよう！』（著者:滝久雄）（2010年2月22日、PHP研究所）ISBN 9784569703459

## グループ企業
- ぐるなびプロモーションコミュニティ
- ぐるなび上海社
- ぐるなび総研
- ぐるなびサポートアソシエ（特例子会社）-ウイングルが開設支援を行った